# Chris Tomlin
Christopher Dwayne Tomlin (nascido em 4 de maio de 1972) é um premiado cantor americano de Música Cristã Contemporânea, líder de louvor e compositor de Grand Saline, Texas, Estados Unidos. Suas canções mais conhecidas são " How Great Is Our God", "Good Good Father", "Jesus Messiah" e "Amazing Grace (My Chains Are Gone)", "Jesus", " God's Great Dance Floor".

## Biografia
Tomlin nasceu em Grand Saline (Texas, EUA) em 1972, filho de Connie e Donna Tomlin. Ele tem dois irmãos mais novos, Ryan e Cory. Chris Tomlin aprendeu como tocar violão ouvindo e praticando as músicas de Willie Nelson. Aos 13 anos, começou a cantar na Igreja Batista Main Street em Grand Saline. 
Tomlin escreveu sua primeira canção de adoração aos 14 anos. Ele planejou entrar para faculdade para estudar fisioterapia, porém ele diz que sentiu Deus o chamando para algo maior. Em meados dos anos 1990, Tomlin foi líder de adoração nas Conferências Dawson McAllister de Juventude, bem como em vários campos da igreja no Texas.
Ele estudou na área médica no Tyler Junior College e se formou em 1992,  depois estudou psicologia na Texas A&M University em College Station e obteve um Bachelor of Science em 1995.
Em 1997, o jovem palestrante Louie Giglio perguntou se ele estaria interessado em trabalhar com a Passion Conferences. Tomlin está nesse movimento desde então.
Ele foi premiado como Melhor Vocalista Masculino em 2006, 2007 e 2008 no GMA Dove Awards. Ele também foi nomeado Artista do Ano em 2007 e 2008. Tomlin lançou seu quinto álbum de estúdio Hello Love dia 2 de setembro de 2008. Ele é um dos membros do Compassionart, uma instituição de caridade fundada por Martin Smith ex-membro da banda Delirious? e sua esposa, Anna.
Em 2008, ele fundou a Passion City Church em Atlanta (Georgia) com Louie Giglio.

## Vida Pessoal
Chris Tomlin casou com Lauren Bricken em 9 de Novembro de 2010.
Em Maio de 2011, Tomlin anunciou que ele e Lauren estavam esperando seu primeiro filho. Ele anunciou, através do Twitter, que a filha do casal, Ashlyn Alexandra Tomlin, havia nascido em 22 de Setembro de 2011. O cantor usou mais uma vez o Twitter para apresentar a mais nova integrante da família: Madison Amore Tomlin, que havia nascido em 7 de Outubro de 2014.

## Discografia

### Álbuns de estúdio
- Inside Your Love - (1995)
- Authentic - (1998)
- Too Much Free Time - (1998)
- The Noise We Make - (2001)
- 545 - (2002)
- Not to Us - (2004)
- Arriving - (2004)
- Live From Austin Music Hall - (2005)
- See the Morning - (2006)
- The Early Years - (2006)
- See the Morning Deluxe Edition - (2007)
- Hello Love - (2008)
- Hello Love: Worship Leader Limited Edition - (2008)
- Passion: Awakening - (2010)
- And If Our God Is For us - (2010)
- How Great Is Our God: The Essential Collection - (2011)
- Burning Lights - (2013)
- Love Ran Red - (2014)
- Never Lose Sight - (2016)